# Pasimachus mexicanus
Pasimachus mexicanus är en skalbaggsart som beskrevs av Gray. Pasimachus mexicanus ingår i släktet Pasimachus och familjen jordlöpare. Inga underarter finns listade i Catalogue of Life.